# Iglesia de Nuestra Señora de la Asunción (Turleque)
La iglesia de Santa María de la Asunción es un templo católico del municipio español de Turleque, en la provincia de Toledo.

## Descripción
Se encuentra en la localidad toledana de Turleque, en Castilla-La Mancha. Está ubicada en la plaza del Generalísimo. De estilo neoclásico, su construcción data del siglo XVIII. Se construyó en sustitución del antiguo templo parroquial, demolido por estado de ruina, comenzándose hacia 1778 el nuevo inmueble. Las obras fueron costeadas por el infante Gabriel de Borbón, gran prior de la Orden de San Juan. La traza se atribuye al arquitecto Juan de Villanueva.
La iglesia es de una sola nave sin ábside, con coro y dos torres a los pies. La nave se cubre con bóveda de cañón y está dividida en seis tramos por arcos de medio punto y pilastras dóricas. A cada lado de los cinco primeros tramos se abren capillas de poca profundidad bajo arcos de medio punto, el último tramo está ocupado por el coro, que se apoya en tres arcos rebajados: el central más grande, donde se abre la puerta de ingreso; dos óculos se abren en cada uno de los cinco primeros tramos. A cada lado del presbiterio se abre una puerta, la izquierda da acceso al baptisterio y la derecha a la sacristía. A los lados del último tramo se abren asimismo los accesos a las torres.
En el exterior el imafronte está formado por un entablamento apoyado sobre dos pilastras y dos columnas dóricas cuyos fustes son de tambores y rematados por saliente alero, todo en piedra de sillería. En el fondo de este pórtico está la puerta de acceso con arco adintelado con molduras en esta y en las jambas. Esta fachada se remata por frontón y por dos torres de ladrillo. Las torres son de planta cuadrada y están formadas por dos cuerpos separados por línea de imposta constituida por una hilada de sillares. Tiene en el último cuerpo de la torre izquierda dos relojes en caras perpendiculares y una campana superpuesta en el frente; la de la derecha tiene un ojo con arco de medio punto en cada cara. Se rematan ambas torres por chapitel con bola, veleta y cruz. El frontón tiene un óculo central. En los paños laterales la fábrica es de aparejo de mampostería y ladrillo con cornisa y zócalo de sillares.
El 1 de febrero de 1994 fue declarada bien de interés cultural con la categoría de monumento, mediante un decreto publicado el 30 de marzo de ese mismo año en el Diario Oficial de Castilla-La Mancha.